# Fiodor Miller
Fiodor Bogdanowicz Miller (ros. Фёдор Богданович Миллер, ur. 10 stycznia?/22 stycznia 1818 w Moskwie, zm. 8 stycznia?/20 stycznia 1881 tamże) – rosyjski poeta, tłumacz, prozaik i redaktor.

## Życiorys
Urodził się w Moskwie, w rodzinie emigrantów z Niemiec. Po wczesnej śmierci ojca dzieciństwo spędził w biedzie. Uczył się w niemieckiej szkole św. Piotra i Pawła przy kościele luterańskim. Następnie był uczniem w aptece, później farmaceutą przy Uniwersytecie Moskiewskim, jednocześnie uczęszczał na wykłady z filologii.
W 1839 zdał egzaminy, które pozwoliły mu być domowym nauczycielem języka rosyjskiego i niemieckiego. Później otrzymał prawo do wykładania i od 1841 do 1869 wykładał w Pierwszym Moskiewskim Korpusie Kadetów na początku język niemiecki, a potem i rosyjski. W czasie wojny krymskiej pisał patriotyczne poematy.
W 1859 założył i do swojej śmierci był wydawcą i redaktorem jednego z pierwszych w Rosji ilustrowanego tygodnika humorystycznego – czasopisma Развлечение (Razwleczenie), który wychodził do 1905 roku. Zamieszczał w nim artykuły pod pseudonimami: Hiacynt Tulipanow, Zanoza. W tym czasopiśmie występował przeciwko nihilistom i radykalnie nastawionym raznoczyńcom.
W 1874 roku Stowarzyszenie Miłośników Literatury Rosyjskiej przy Uniwersytecie Moskiewskim uczciło 35-lecie działalności Millera szczególnym publicznym spotkaniem.
Fiodor Miller zmarł 20 stycznia 1881 w Moskwie, mając 62 lata.

## Twórczość
Miller pisał powieści, wiersze (w tym również dla dzieci), bajki
Muzykę pod teksty Millera pisali m.in.: Władimir Sokołow, Aleksandr Dargomyżski i inni kompozytorzy.

### Dzieła
(wybór):
- powieść Cyganka, 1839
- zbiory Wierszowany, 1849, 1960
- zbiór Nowe Wiersze

### Tłumaczenia
(wybór):
- Bryland i Róża, 1841
- Mesyńska Niewiasta, wiersze Friedricha Schillera
- Konrad Wallenrod Adama Mickiewicza
- dramat Córka króla Rene Heinricha Hertza